# Lower Earley
Lower Earley är en ort i Storbritannien.   Den ligger i kommunen Wokingham i riksdelen England, i den södra delen av landet, 60 km väster om huvudstaden London. Lower Earley ligger 50 meter över havet och antalet invånare är 32 000.
Terrängen runt Lower Earley är platt. Runt Lower Earley är det tätbefolkat, med 636 invånare per kvadratkilometer. Närmaste större samhälle är Reading, 4,8 km nordväst om Lower Earley. Omgivningarna runt Lower Earley är en mosaik av jordbruksmark och naturlig växtlighet.